# Belgiens U/16-fodboldlandshold
Belgiens U/16-fodboldlandshold er Belgiens landshold for fodboldspillere, som er under 16 år og administreres af KBVB/URBSFA.